# Morre Romero
José Fernando Romero Quintero (Villanueva, La Guajira, 12 de agosto de 1972), conocido como "El Morre" Romero, es un músico colombiano, acordeonista de música vallenata y exintegrante del Binomio de Oro. Luego de su paso por el Binomio, ha sido pareja musical de manera notable con los cantantes Junior Santiago, Jean Carlos Centeno y Nelson Velásquez.

## Biografía
Nació en Villanueva, La Guajira, el 12 de agosto de 1972, en el hogar de Rafael Romero. Es sobrino de Israel Romero, Rosendo Romero y Misael Romero, y nieto de Escolástico Romero; La "Dinastía Romero" del vallenato.
Contrajo matrimonio con Paulina Cabello, de cuya unión nacieron José Rafael y Fernanda Romero Cabello.
En sus inicios fue integrante de la orquesta de Armando Pulido como acordeonista y teclista.
Realizó estudios de música en la Universidad Distrital Francisco José de Caldas en Bogotá. Para mediados de 1988, su tío Israel Romero fue diagnosticado con cáncer retirándose temporalmente del Binomio de Oro, siendo "Morre" Romero uno de sus reemplazantes en los conciertos de la agrupación liderada por su tío y por el cantante Rafael Orozco Maestre.
"Morre" Romero participó como aficionado en el Festival Cuna de Acordeones donde fue elegido "Rey vallenato" en 1990. En 1995 ingresó de forma oficial al Binomio de Oro como segundo acordeonista después de su tío Israel Romero, componiendo también temas como: Las mujeres de mi tierra del álbum A su gusto, Tuqui tuqi cha del álbum Seguimos por lo alto y Parrandita parrandón del álbum 2000. En 2003 se marcha de la agrupación junto al vocalista Junior Santiago para conformar su propia agrupación, donde tuvo un éxito moderado con temas como La Gaviota y Mi Ropita vieja. Romero participó en el Festival de la Leyenda Vallenata de 2004 sin gran éxito. La unión musical con Junior Santiago llegó a su fin en 2005 debido a conflictos personales entre ellos.
En el 2006, se unió con Jean Carlos Centeno y Ronal Urbina conformando un nuevo grupo vallenato, aprovechando el retiro el año anterior de Centeno del Binomio de Oro. El trío grabó el trabajo discográfico Ave Libre, donde se destacaron canciones como De dónde amor, Lo busqué, Un 8 de marzo (a dúo con Gilberto Santa Rosa, donde le rinde un homenaje a la mujer en su día). Ave libre (rindiéndole tributo al recién fallecido creador de la "nueva ola del vallenato", Kaleth Morales).
En 2008, se marcha del conjunto para iniciar un nuevo proyecto musical al lado del cantante venezolano Pedro Manuel, pero antes graba con Jean Carlos y Ronald el trabajo Inconfundible, el cual no cumplió las expectativas planteadas por la disquera. 
En 2009, con Pedro Manuel grabó Olvidarte. Esta unión duró 9 meses, por lo que Morre Romero regresó con el cantante Junior Santiago en 2010 pero sin alcanzar el éxito esperado. Luego fue el reemplazo temporal de Emerson Plata, acordeonista de Nelson Velásquez, quien había sufrido un accidente y estaba en proceso de recuperación. En el 2011, Emerson deja la agrupación y Morre se unió oficialmente con Nelson Velásquez.
En 2012, Velásquez y Romero lanzaron Un vallenato sin fronteras con temas como Esperando que vuelvas y un segundo sencillo titulado Se te acabó el amor. 
En 2014, "Morre" y su familia de músicos conformaron una academia de música con el nombre de "Dinastía Romero".
La unión con Velásquez terminó abruptamente en 2015. En 2018, se presentó en la Arena Monterrey de la ciudad regiomontana en el evento musical denominado El Vallenatazo 2018 con éxito total, repitiendo ese mismo éxito en su reencuentro con el Binomio de Oro los días 11 y 12 de enero de 2019 en el mismo escenario mexicano.
En 2019 conforma su propia agrupación llamándola "El Combo del Morre", acompañado por su hijo José Rafael Romero como segundo acordeón y por los cantantes Aldair Jiménez y César Del Valle, estrenándose en septiembre con su primer sencillo "Un Yo que no Era Yo".
En 2020, en pleno receso musical en Colombia y en el mundo por la pandemia de COVID-19, Romero produce y toca el acordeón con su hijo en el álbum musical "Corazón Vallenato", una colección en audio y vídeo de 11 canciones clásicas del vallenato romántico, interpretadas por reconocidos cantantes del género como Miguel Morales, Jean Carlo Centeno, Jorge Celedón, Álex Manga, Fabián Corrales y Peter Manjarrés, entre otros, incluso su agrupación graba en este trabajo la canción "Tres Noches", canción original de Jesús Manuel Estrada. El álbum es lanzado en octubre en el sitio web de Codiscos, además de sus redes sociales y plataformas de streaming.

## Discografía
Peter Manjarrés
- 1995 - Vallenato en piano

El Binomio de Oro de América
- 1995 - Lo nuestro
- 1996 - A su gusto
- 1997 - Seguimos por lo alto
- 1998 - 2000
- 1999 - Más cerca de ti
- 2000 - Difícil de igualar
- 2001 - Haciendo historia
- 2003 - Que viva el Vallenato

 Junior Santiago
- 2004 - Con todas las ganas

Jean Carlos Centeno
- 2006 - Ave libre
- 2008 - Inconfundible

Pedro Manuel
- 2009-Olvidarte

Nelson Velásquez
- 2012-Vallenato Sin fronteras

Varios artistas
- 2020-Corazón Vallenato